# Fontana Finthen
Fontana Finthen (offiziell: Verein für Leibesübungen Fontana Finthen e. V.) ist ein Fußballverein aus dem Mainzer Stadtteil Finthen im Stadtviertel Römerquelle. Der Verein besteht aus einer ersten Mannschaft, einer „Alte-Herren“-Abteilung, einer Jugendabteilung sowie einer angeschlossenen Freizeit-Abteilung namens „Samba Kicker“.

## Geschichte
Fontana Finthen wurde am 21. Januar 1928 als reiner Fußballverein gegründet. 1952 gehörte der Verein zu den Gründungsmitgliedern der damals drittklassigen Amateurliga Südwest und gehörte bis 1954 dieser Liga an. In der Spielzeit 2007/08 gelang der Aufstieg in die Verbandsliga Südwest und der Verein schloss die Saison überraschend als Sechster ab. Ab 2012 bis 2015 spielt man in der Landesliga Ost.
Der Verein wurde im Februar 2012 mit dem DFB-Integrationspreis 2011 ausgezeichnet.

## Sportplatz
Fontana Finthen trägt seine Heimspiele auf Kunstrasenplätzen auf der Bezirkssportanlage Mainz-Finthen aus.